# Gare de Bourg-Bruche
Pour les articles homonymes, voir Gare de Bourg.
La gare de Bourg-Bruche est une gare ferroviaire française de la ligne de Strasbourg-Ville à Saint-Dié, située sur le territoire de la commune de Bourg-Bruche, dans la collectivité européenne d'Alsace, en région Grand Est.
C'est une halte voyageurs de la Société nationale des chemins de fer français (SNCF), desservie par des trains régionaux TER Grand Est.

## Situation ferroviaire
Établie à 506 mètres d'altitude, La gare de Bourg-Bruche est située au point kilométrique (PK) 58,462 de la ligne de Strasbourg-Ville à Saint-Dié, entre les gares de Saulxures et de Saales.

## Histoire
La ligne de Rothau à Saales, alors considérée comme une ligne d'intérêt local à voie normale, est mise en service le 1er octobre 1890 par la Direction des chemins de fer d'Alsace-Lorraine (EL). Le premier bâtiment voyageurs, disparu depuis[Quand ?], évoque celui de la gare de Saales détruit en 1915.
En 2014, c'est une gare voyageurs d'intérêt local (catégorie C : moins de 100 000 voyageurs par an de 2010 à 2011), qui dispose d'un quai (voie unique) et un abri.

## Fréquentation
De 2015 à 2024, selon les estimations de la SNCF, la fréquentation annuelle de la gare s'élève aux nombres indiqués dans le tableau ci-dessous.
| Année     | 2015  | 2016  | 2017  | 2018  | 2019  | 2020  | 2021  | 2022  | 2023  | 2024  |
| --------- | ----- | ----- | ----- | ----- | ----- | ----- | ----- | ----- | ----- | ----- |
| Voyageurs | 8 569 | 8 146 | 8 579 | 7 918 | 7 947 | 8 323 | 7 693 | 9 285 | 8 721 | 9 906 |

## Service des voyageurs

### Accueil
Halte SNCF, c'est un point d'arrêt non géré (PANG) à accès libre. Elle dispose d'un abri sur le quai.

### Desserte
Bourg-Bruche est une halte voyageurs du réseau TER Grand Est, desservie par des trains express régionaux de la relation : Strasbourg-Ville - Saales - Saint-Dié-des-Vosges (ligne 08).

### Intermodalité
Un parc pour les vélos et un parking pour les véhicules y sont aménagés.
La gare est desservie par des autocars à tarification TER sur la relation : Saint-Dié - Molsheim (ou Rothau).

## Patrimoine ferroviaire
Reconverti en habitation, le bâtiment voyageurs se compose d'une aile basse longue de près de 10 m et d'un corps de logis. Le choix des matériaux et l'aspect général rappelle les gares, plus grandes, de Saint-Blaise-la-Roche - Poutay et Fouday, construites à la même période, mais le corps de logis adopte un plan différent avec une partie basse se terminant par une petite galerie couverte côté voie et une partie haute de deux étages dont le toit mansardé découvre un pignon transversal recouvert d'un toit à deux croupes. L'aspect du reste du bâtiment a été modifié après sa réaffectation.

## Galerie de photographies

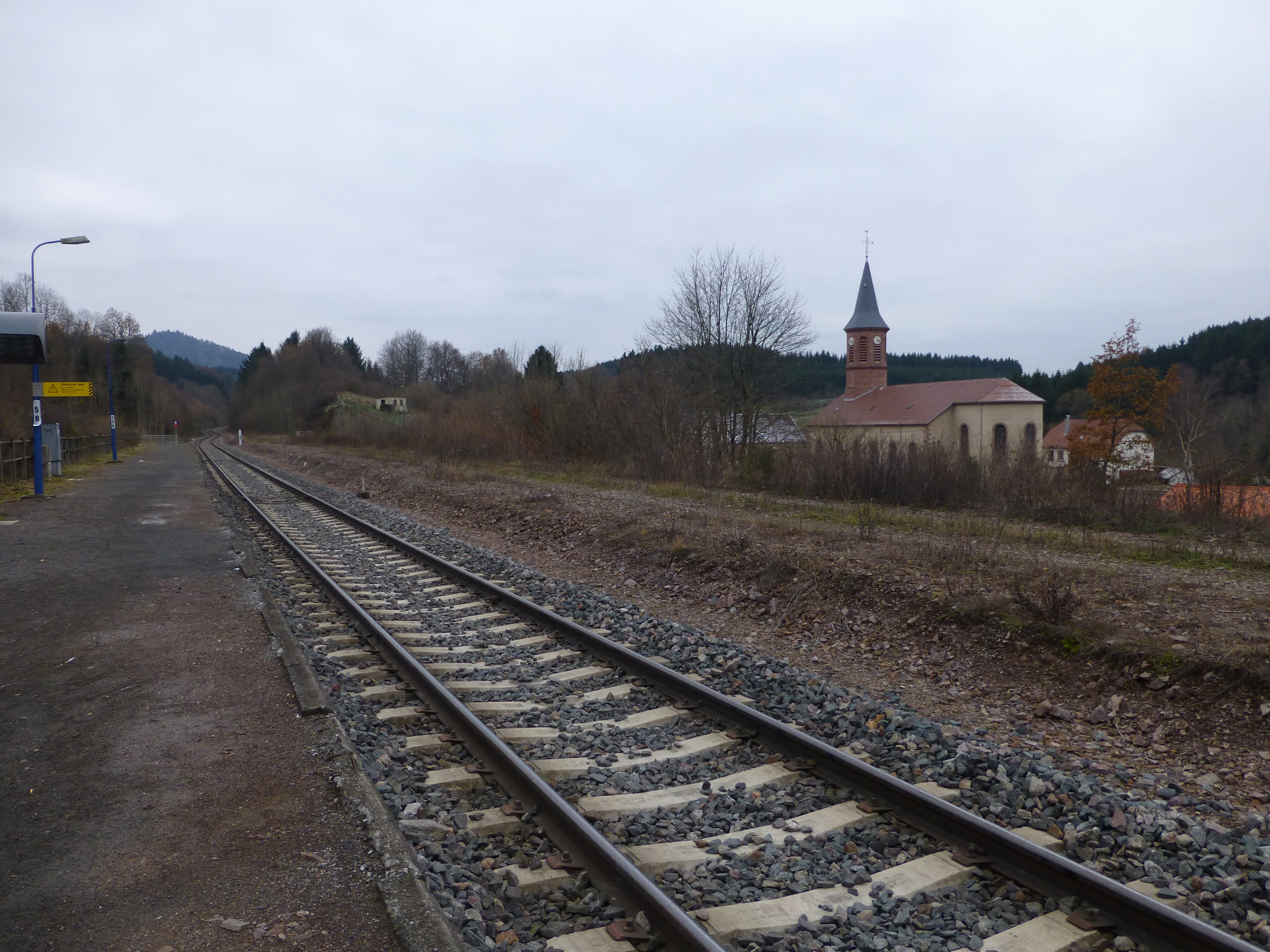
Voie unique, halte et village.
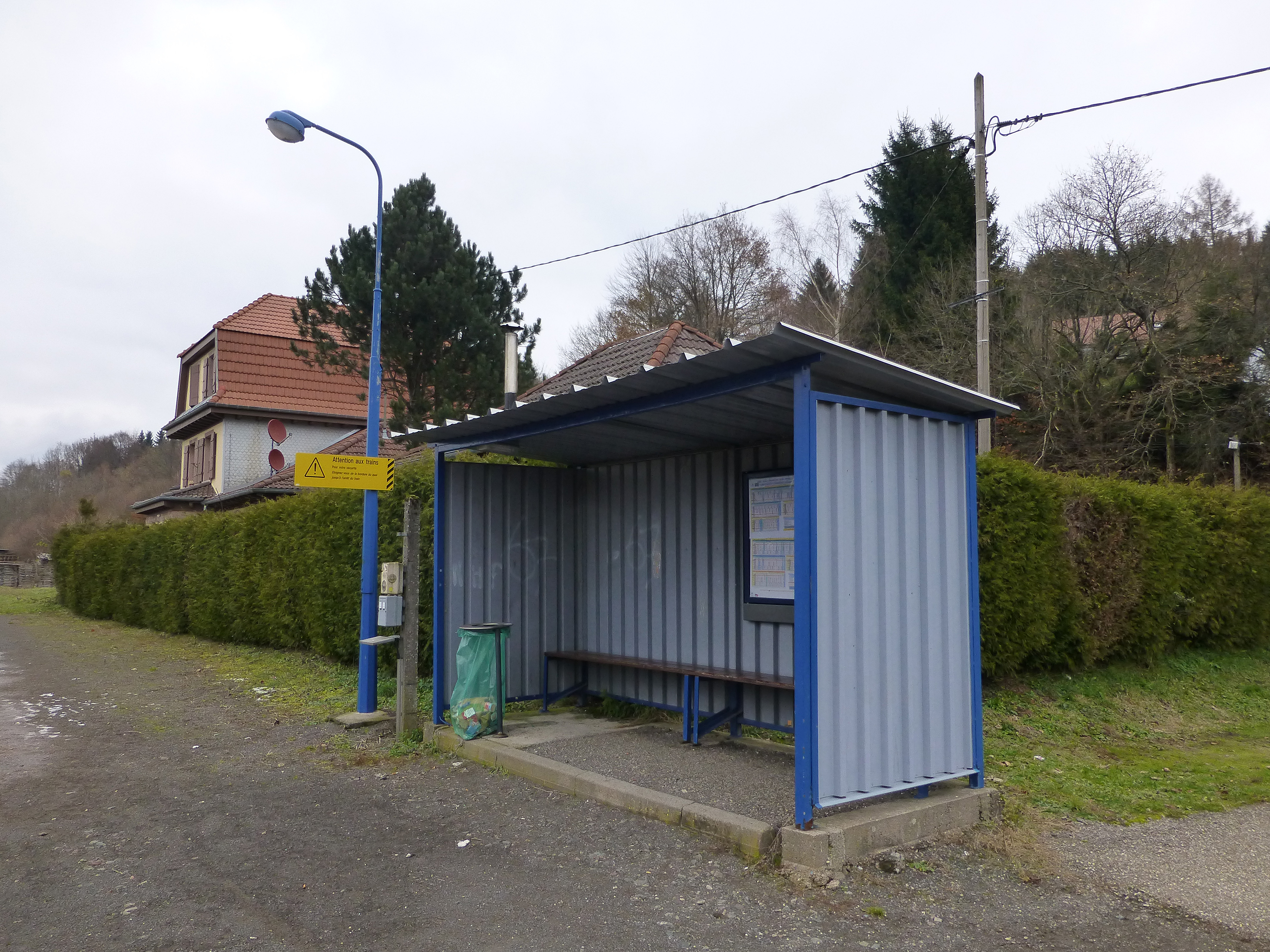
Abri de quai et bâtiment voyageurs des années 1920.
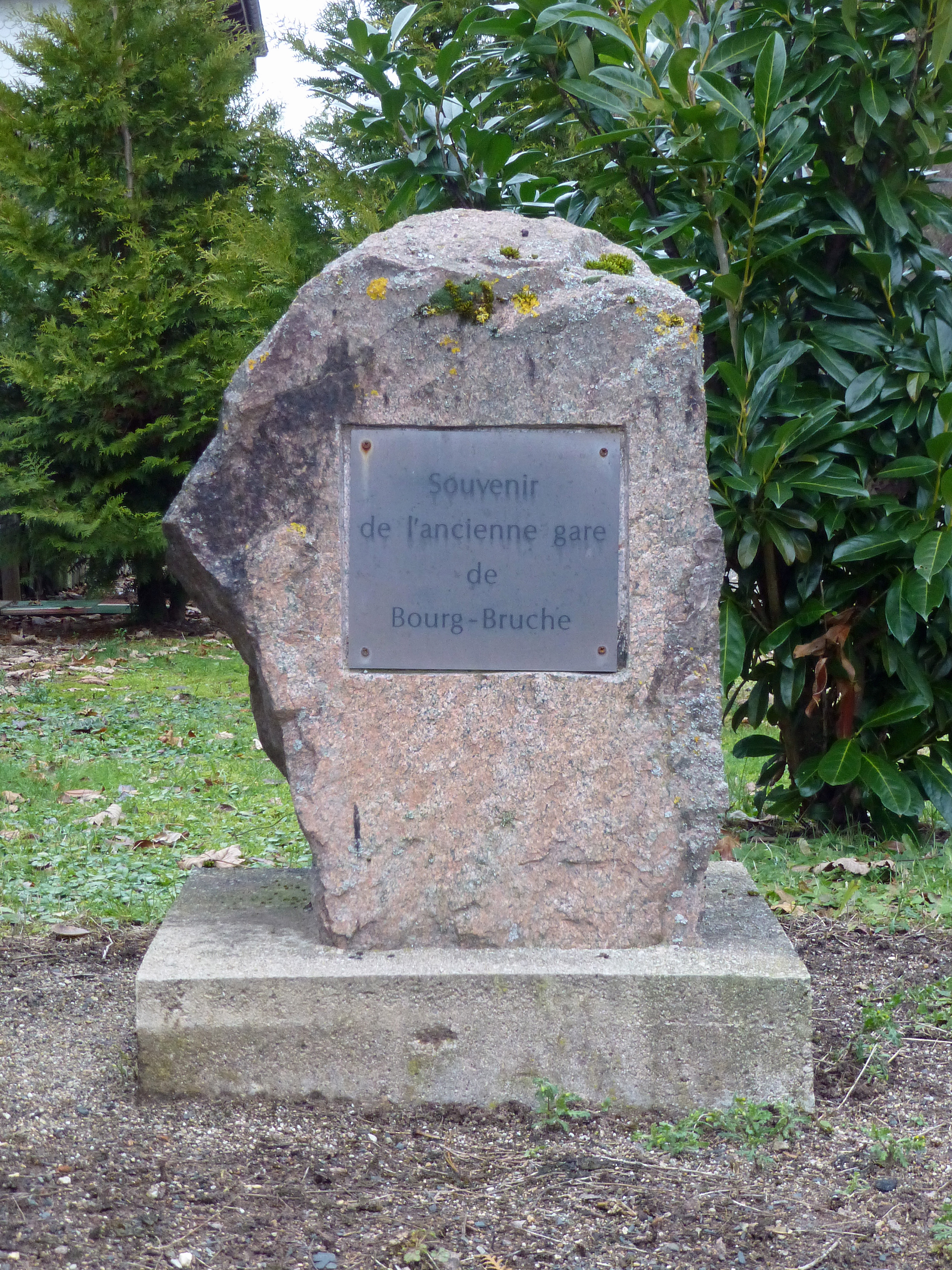
Souvenir de l'ancien bâtiment voyageurs[Lequel ?].